# Везёт (группа компаний)
«Везёт» — российская группа компаний, появившаяся в 2017 году в результате слияния групп брендов «Рутакси» («Везёт», «Лидер», приложение «Рутакси») и Fasten («Такси Сатурн», Red Taxi, Fasten) в 2017 году. Компания предоставляла сервис заказа такси в России, Казахстане и Чехии. В 2021 году активы «Везёт» были куплены компанией «Яндекс».

## Бренды
В портфель группы «Везёт» входили бренды:
«Везёт» и «Лидер», «Рутакси», «Такси Сатурн», Red Taxi были представлены более в 100 городах России, Казахстана и Чехии.
Fasten — Краснодар, Армавир, Кропоткин, Остин, Бостон (до 2018 года).
«Везёт добро» — сервис заказа грузового такси, работал в 15 городах России

Логотип «Такси Сатурн» в 2017 году

## История

### Такси Сатурн (Fasten)

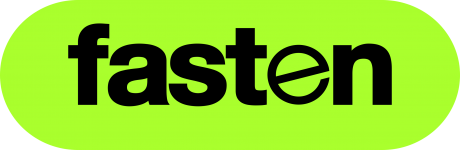
Логотип Fasten

История Fasten началась в 1998 году, когда Евгений Львов создал в Тимашёвске сервис заказа такси «Такси Сатурн». В дальнейшем компания запустилась в станице Брюховецкой и Славянске-на-Кубани. Первым большим городом, где стали доступны услуги компании в 2006 году стал Краснодар. Уже в 2007 году водителям, сотрудничающим с сервисом, предоставили возможность пользоваться мобильным Java-приложением для работы. По оценкам издания Rusbase в 2016 году сервис был представлен 43 городах, а с помощью услуг компании осуществлялось 1,4 миллиона перевозок в сутки.
В 2015 году Евгением Львовым совместно с CEO Кириллом Евдаковым, CMO Романом Левицким и COO Владом Кристоффом был запущен райд-хейлинговый сервис Fasten в Бостоне, затем компания запустила сервис Бостоне. Уже в 2018 году было объявлено об остановке деятельности в США. В этом же году сервис под названием Fasten запустился в Краснодаре.

### Такси Везёт (Rutaxi)
История брендов «Везёт» и Rutaxi не раскрывалась подробно в публичном поле, но согласно информации издания Rusbase, компания была основана в Уфе в 2003 году предпринимателем Виталием Безруковым. По оценкам этого же издания, в 2016 году сервис компании был представлен в 93 городах, а с помощью услуг компании осуществлялось 1,6 миллиона перевозок в сутки.

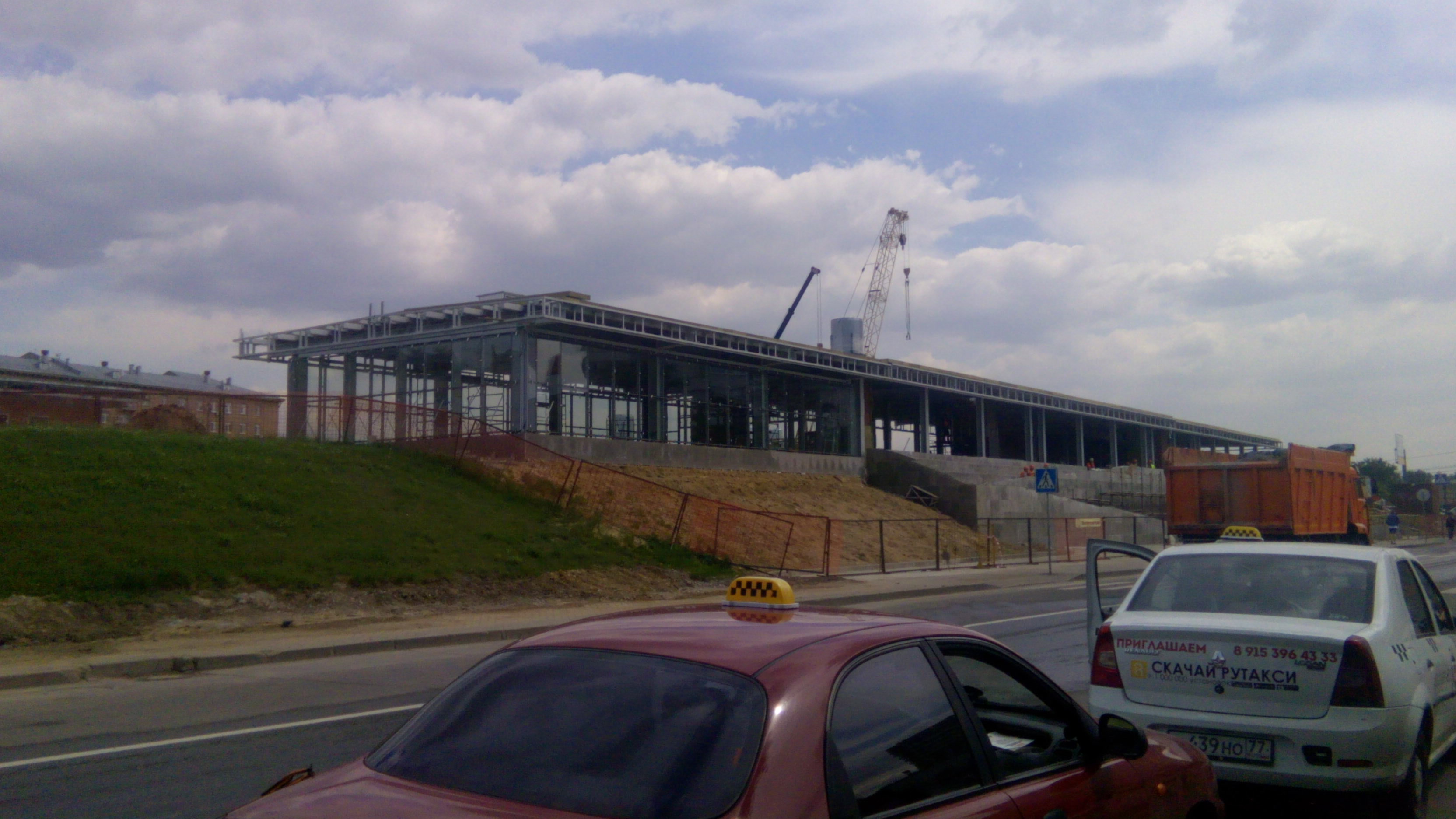
Renault Logan в Москве, 2016 год. На заднем плане — строительство вестибюля МЦК «Площадь Гагарина»
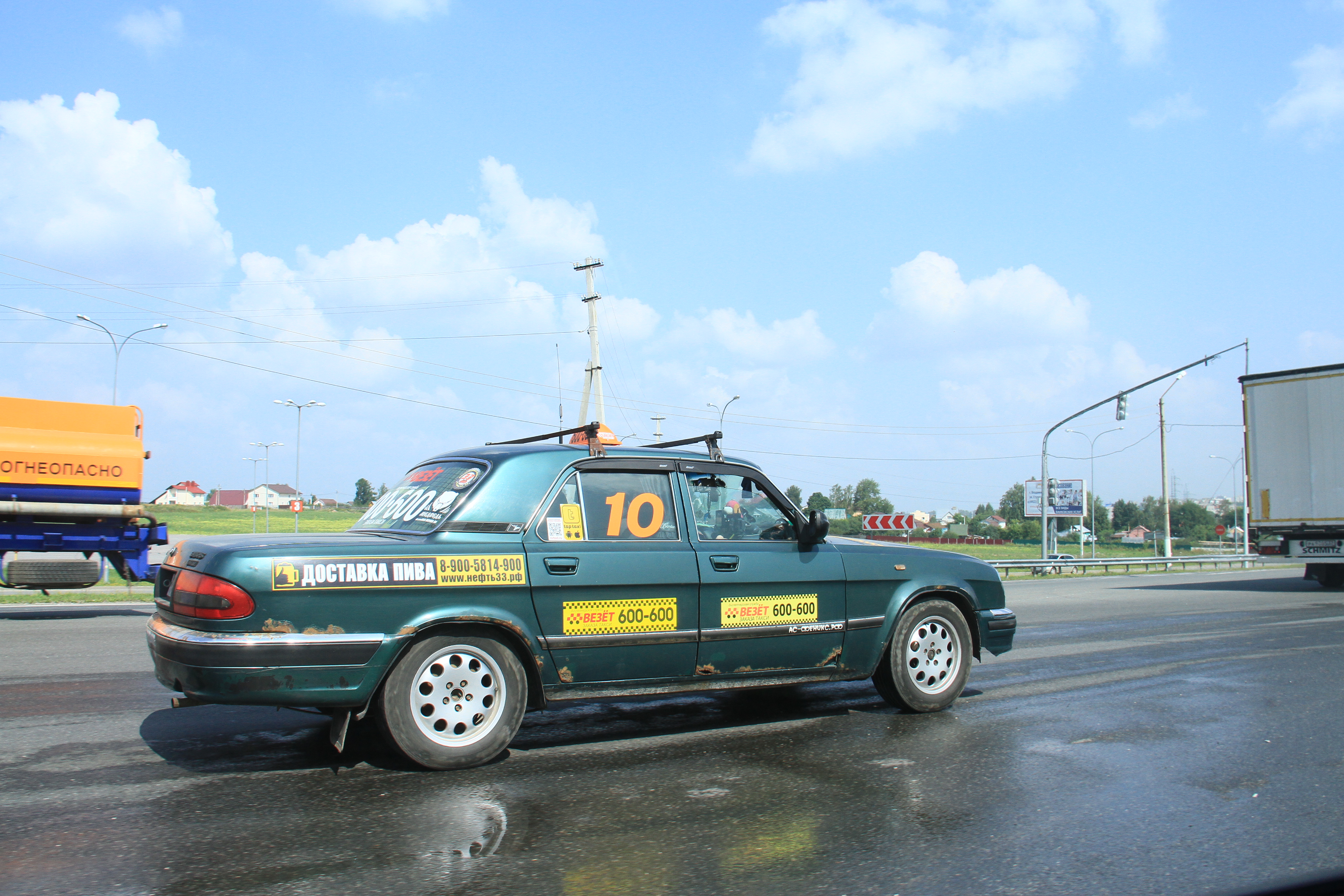
ГАЗ-3110 во Владимирской области, 2016 год
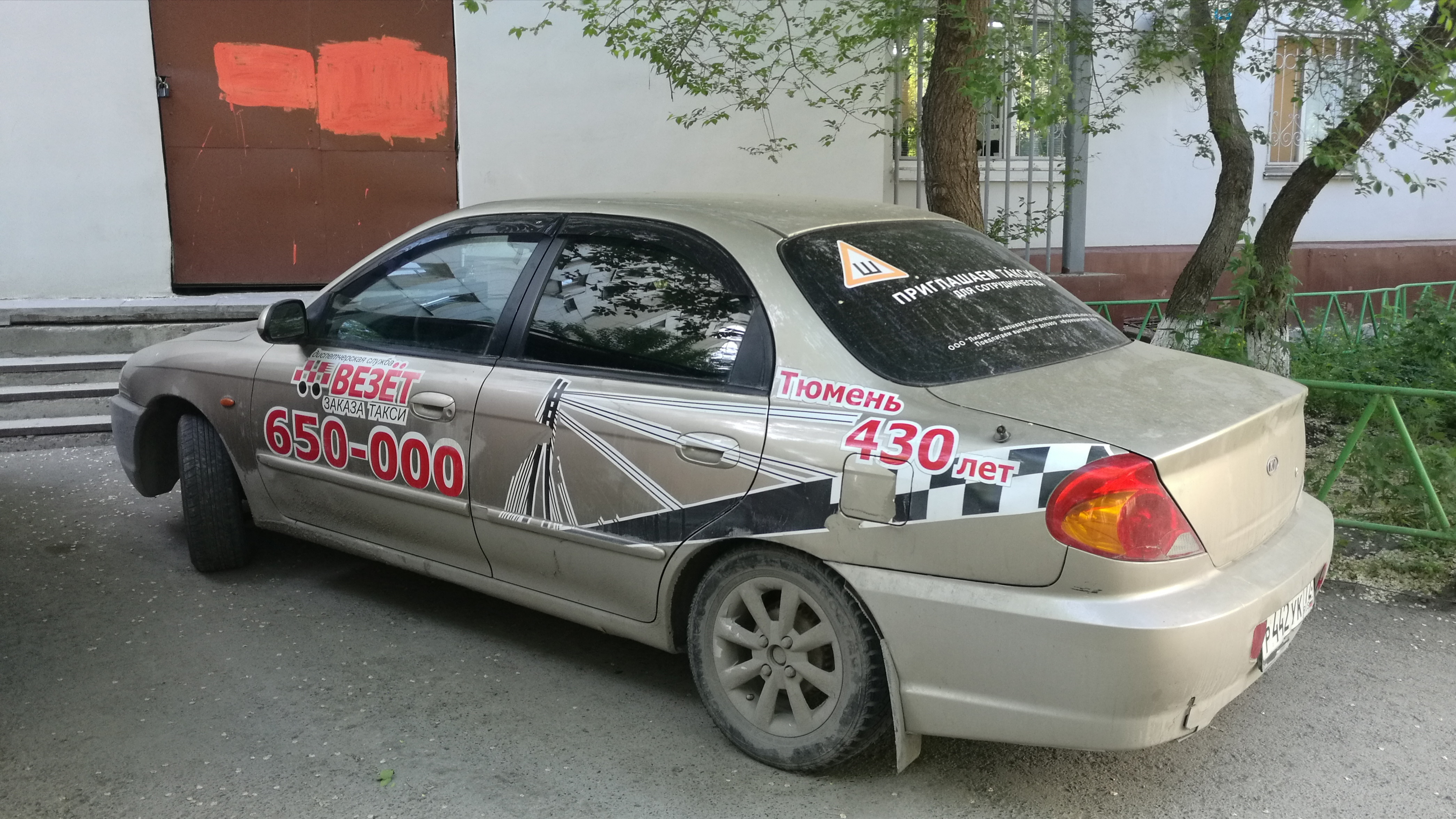
Kia Spectra в Тюмени, 2021 год
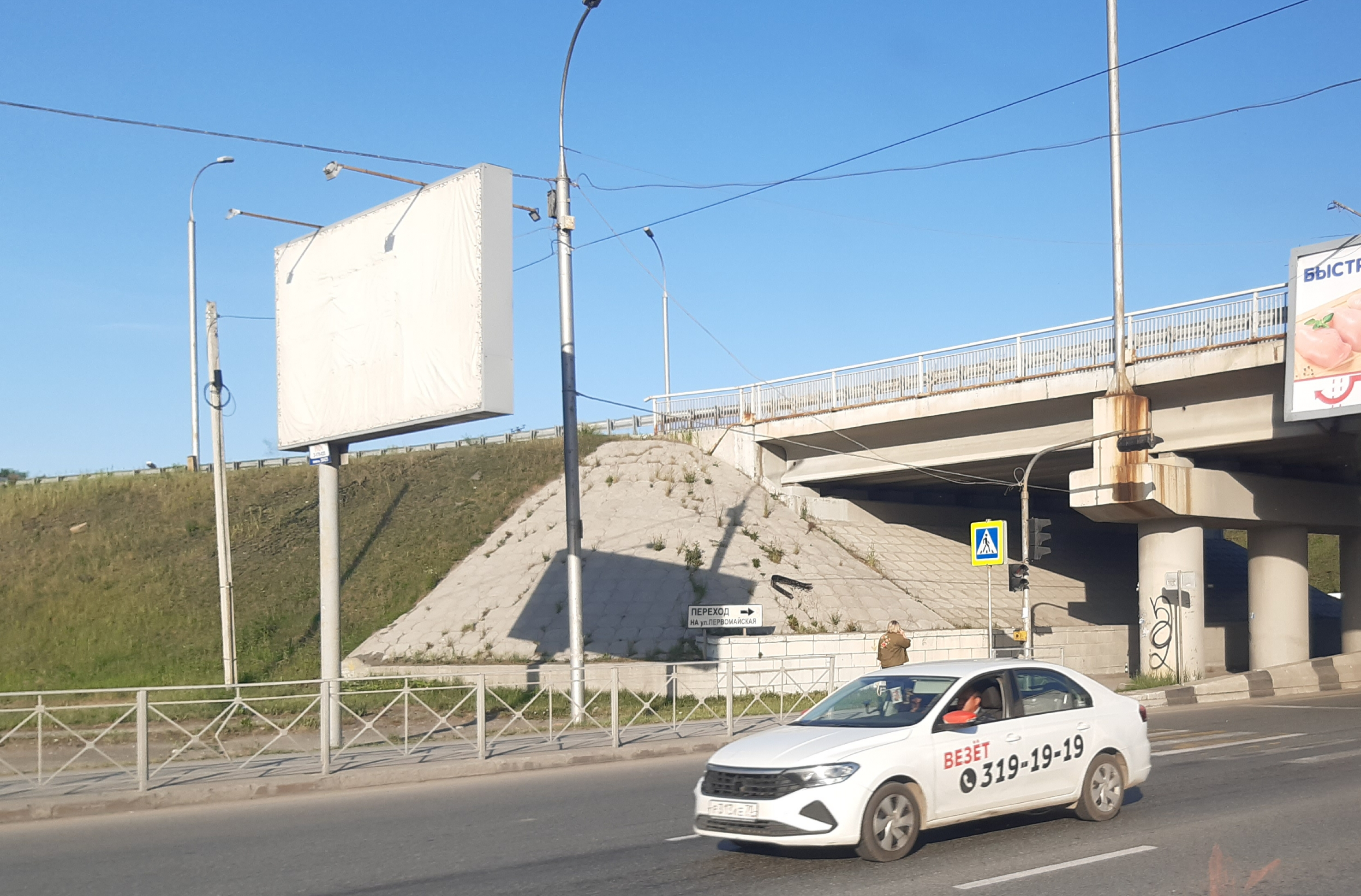
Volkswagen Polo Liftback в Новосибирске, 2022 год

### Объединённая компания
В 2017 году было объявлено об объединении активов «Везёт». По собственному сообщению компаний, объединённая группа вошла в пятерку крупнейших сервисов заказа такси в мире наряду с Didi, Uber, Ola, Grab. Через несколько месяцев после осуществления сделки о её проверки объявила ФАС. Глава ведомства Игорь Артемьев отметил, служба не обратила внимание на сделку ранее в связи с тем, что компания скупала разных игроков и не объединяла их в единый бренд, в то время как доля рынка объединённой компании могла достичь доли объединившихся ранее в России Uber и Яндекс.Такси. Впоследствии представители ведомства сообщили, что не нашли нарушений антимонопольного законодательства в сделке.
По сообщениям журналистов, компания вела переговоры об инвестициях с Alibaba, Softbank, Rakuten, Kingdom Holding и Daimler.
В 2018 году основателя «Такси Сатурн» Евгения Львова сменил на посту генерального директора Виталий Безруков, один из сооснователей Rutaxi, работавший ранее первым заместителем Евгения Львова. В июне этого же года было объявлено об инвестициях в группу «Везёт» со стороны Mail.ru Group в виде конвертируемого займа. Под контроль группы в этом же году, согласно сообщениям СМИ, перешёл локальный перевозчик Taxi Rush. Позже генеральным директоров группы стал Андрей Лукашевич, ранее работавший в роли CEO компании Delivery Club.

### Продажа активов «Яндекс. Такси»
В июле 2019 года появились сообщения о покупке ГК «Везет» конкурирующим сервисом «Яндекс.Такси». В ответ на эти сообщения один из инвесторов «Везёт», Mail.ru Group сообщил о том, что у компании имеется право вето на такого рода сделки, и что стороны должны были предварительно получить согласие от Mail.ru. В итоге в процесс сделки вмешалась Федеральная антимонопольная служба, отказавшая «Яндекс.Такси» в покупке «Везёт», так как после сделки объединённая компания могла получить до 70 % рынка. В 2021 году стороны повторно договорились о сделке, которая, по их словам, была переформатирована так, что теперь разрешение регулятора не требовалось, вследствие чего группа компаний «Везёт» прекратила свое независимое существование.
Сделка между «Яндекс.Такси» и «Везёт» вызвала широкий резонанс среди профессионального сообщества как в 2019 году, когда сделка была заблокирована ФАС, так и в 2021 году, когда сделка состоялась в обновленном формате. Так, профсоюз работников общественного транспорта «Таксист» выступил против сделки, направив письмо в ФАС с просьбой проверить ее законность, проходили индивидуальные пикеты против сделки, региональные таксисты давали негативные комментарии в СМИ, с предупреждением о негативных последствиях сделки выступали и некоторые конкуренты: генеральный директор сервиса Gett в России предупредил о возможном росте цен после сделки, против сделки выступил и «Ситимобил», представитель которого предупредил о риске появления игрока-монополиста на рынке.
При этом в СМИ появлялись и мнения о позитивном влиянии объединения компании. Так, вице-президент РСПП Игорь Вдовин сообщил в связи со сделкой, что в условиях прихода на российский рынок агрегаторов DiDi и Bolt, конкуренция будет только усиливаться, а депутат Госдумы Александр Якубовский высказался в пользу сделки, заявив, что укрупнение российских игроков позволит бороться с китайским конкурентом.

## Оценки доли рынка
Согласно исследованию за период с 1 квартала 2017 года по 1 квартал 2019 года, которое было опубликовано ФАС России, доля объединенной ГК «Везёт» на рынке агрегаторов такси составляла:
| Квартал       | 1 квартал 2017 | 2 квартал 2017 | 3 квартал 2017 | 4 квартал 2017 | 1 квартал 2018 | 2 квартал 2018 | 3 квартал 2018 | 4 квартал 2018 | 1 квартал 2019 |
| ------------- | -------------- | -------------- | -------------- | -------------- | -------------- | -------------- | -------------- | -------------- | -------------- |
| Доля на рынке | 39,12%         | 38,08%         | 33,37%         | 30,71%         | 26,60%         | 25,16%         | 23,66%         | 21,53%         | 18,15%         |

Другие оценки объединенной группы компаний на рынке приведены в таблице ниже:
| Период оценки      | Доля на рынке | Источник оценки                          |
| ------------------ | ------------- | ---------------------------------------- |
| Середина 2017 года | 12%           | Аналитический центр при правительстве РФ |
| 2019 год           | 11%           | Аналитический центр при правительстве РФ |
| 2019 год           | 10%           | ВТБ Капитал                              |
| 2021 год           | 7%            | Аналитический центр при правительстве РФ |

Как сообщил в 2022 году сооснователь компании Евгений Львов, в пиковые дни, у «Везёт» было 120 городов, 350 тысяч водителей и 2 миллиона заказов.